# Paulina Buziak
Paulina Buziak-Śmiatacz (ur. 16 grudnia 1986) – polska lekkoatletka, chodziarka. 

## Kariera
Czterokrotna mistrzyni kraju w chodzie na 20 kilometrów (2012, 2016, 2017, 2018), halowa mistrzyni Polski w chodzie sportowym na 3000 metrów (2009, 2012, 2014, 2016), 10. zawodniczka Młodzieżowych Mistrzostw Europy (Chód na 20 km Debreczyn 2007). W 2012 startowała na igrzyskach olimpijskich w Londynie, na których zajęła 45. miejsce w chodzie na 20 kilometrów. W 2013 zajęła 29. miejsce na mistrzostwach świata. W 2016 ponownie startowała na igrzyskach olimpijskich, w Rio de Janeiro, zajęła 28. miejsce w chodzie na 20 kilometrów. Wychowanka i zawodniczka OTG Sokoła Mielec.

## Rekordy życiowe
- Chód na 20 kilometrów – 1:29:41 (2014)

W 2012 ustanowiła wynikiem 1:29:44 rekord Polski na tym dystansie.
- Chód na 50 kilometrów – 4:41:02 (2019)[5]